# Marine Brevet
Marine Brevet (Viriat, 24 novembre 1994) è una ginnasta francese, campionessa nazionale di Francia nel 2010.
Ha fatto parte della nazionale che ha vinto la medaglia di bronzo agli europei di Berna 2016.